# Suhadol, Slovenske Konjice
Suhadol je naselje v Občini Slovenske Konjice.